# Кудабаев, Кайрат Толеуханович
Кайрат Толеуханович Кудабаев (19 апреля 1975 — 9 января 2005) — миротворец Республики Казахстан, погибший в Ираке. Посмертно награждён орденом «Айбын» I степени, наградами Вооружённых сил Украины, Польши и США. Капитан.

## Биография
Родился 19 апреля 1975 года в селе Медведка, Катон-Карагайский район, Восточно-Казахстанская область.
В 1982—1985 годах обучался в средней школе села Согорное, с 1985 по 1990 год учился в школе им. Ленина села Катон-Карагай.
В 1990 году поступил в РВШИ им. Бауыржана Момышулы в городе Алматы. В 1993 году был направлен на обучение в сухопутное училище ВС Турции в городе Анкара. Продолжил учёбу в Стамбуле до 1998 года. По приезде в Республику Казахстан был назначен на должность начальника финансовой службы войсковой части 13231 города Алматы, где проходил службу в 1998—2001 года. В январе 2001 года был назначен на должность помощника командира войсковой части 83205 по финансовой и экономической работе в городе Астана, где проходил службу до декабря этого года. В январе 2002 года был назначен на должность помощника командира войсковой части 28079 в городе Капшагай. В июле 2002 года был назначен на должность офицера-переводчика отделения связи с общественными организациями штаба войсковой части 28079. В феврале 2004 года был назначен на должность начальника данного отделения. В июле 2004 года был назначен на должность офицера-переводчика инженерно-сапёрного отряда специального назначения.
В июле 2004 года убыл в Республику Ирак для выполнения миротворческой миссии.
9 января 2005 года неподалёку от города Эс-Сувейра казахстанские и украинские миротворцы по просьбе местных властей проводили совместную операцию по уничтожению партии боеприпасов. Самопроизвольный взрыв раздался, когда их только разгружали. Капитан Кайрат Кудабаев на тот момент находился ближе всех к месту взрыва. В считанные мгновения он принял решение закрыть своим телом боеприпас, в результате чего погиб.
Был посмертно награждён орденом «Айбын» 1-й степени (2005), украинским орденом Богдана Хмельницкого 3-й степени (2018), наградами вооружённых сил Польши и США. В честь Кайрата Кудабаева была открыта мемориальная плита в закрытом военном городке Капчагай, мемориальная доска в военном училище им. Б. Момышулы в Алматы, мемориал в музее Вооружённых сил Республики Казахстан в Астане.